# Johann Heinrich Roos

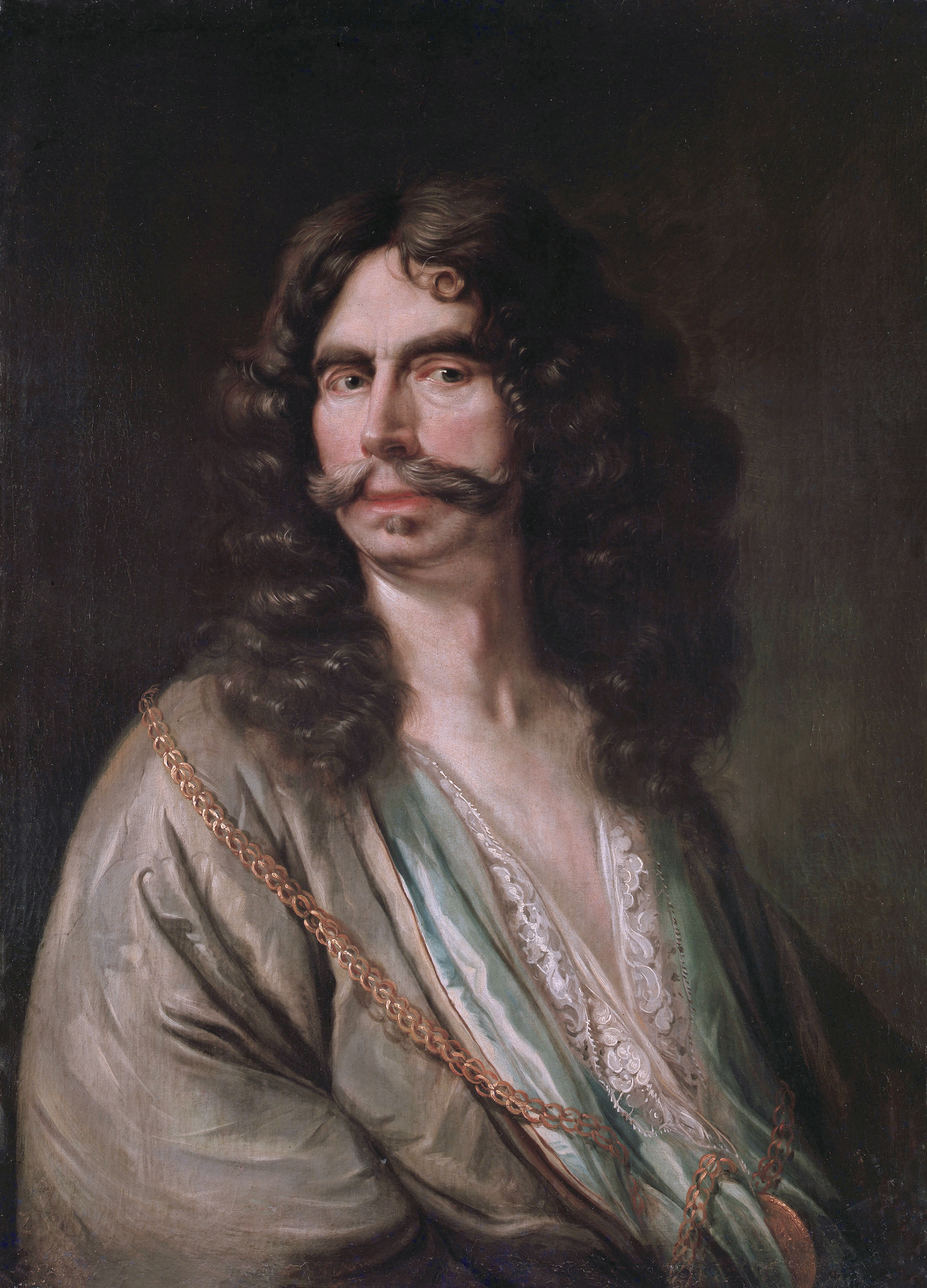
Selbstporträt des Johann Heinrich Roos (1682),
Herzog Anton Ulrich-Museum, Braunschweig

Johann Heinrich Roos (* 29. September 1631 in Otterberg; † 3. Oktober 1685 in Frankfurt am Main) war ein deutscher Maler und Graphiker. Er gilt als einer der bedeutendsten Tiermaler des ausgehenden 17. Jahrhunderts.

## Leben
Roos wurde als Sohn eines Malers bzw. Anstreichers geboren und am 27. Oktober in Reipoltskirchen lutherisch getauft. Im Laufe der Kriegswirren verschlug es die Familie zunächst nach Zweibrücken und später an den Niederrhein.
1647 begann Roos in Amsterdam eine Lehre beim Historienmaler Guilliam Dujardin. Dort hatte er Kontakt mit dessen Sohn Karel, der ihm einen Stil nahebringt, der Beeinflusst von den Werken des Nicolaes Berchem und Reisen nach Italien und Frankreich geprägt war. Ein weiterer Lehrer war vermutlich Cornelis de Bie, dessen Werk heute weitgehend unbekannt ist. Auch der Tier- und Bildnismaler Barend Graat wird als Lehrer genannt. 
1651/52 verließ Roos die Niederlande. Die häufige Verwendung italienischer Motive in seinem Werk lässt die allerdings unbelegte Vermutung zu, dass er nach Italien reiste. Ab 1653 arbeitete er zusammen mit seinem Bruder Theodor Roos in Mainz. Etwa ein Jahr später folgten die Brüder einem Ruf an den Hof des Landgrafen Ernst I. (Hessen-Rheinfels-Rotenburg). Es entstanden Bilder mit religiöser Thematik.
Neben Werken mit biblischen Themen schuf Roos in dieser Zeit auch Bildnisse. So porträtierte er 1663 den Kurfürsten Johann Philipp von Schönborn in Mainz. 1664 stellte Kurfürst Carl Ludwig Roos als Hofmaler in Heidelberg an. Neben der Anfertigung von Porträt- und Landschaftsbildern gehörte es zu den Aufgaben eines Kurpfälzischen Hofmalers, die Restaurierung älterer Gemälde und Anstreicharbeiten zu beaufsichtigen.
Im Oktober 1667 zog Roos mit Frau und ihren gemeinsamen Kindern nach Frankfurt am Main und ließ sich dort als Maler nieder. In kurzer Zeit hatte er großen Erfolg bei den Frankfurter Patriziern.
Johann Heinrich Roos starb im Jahr 1685 im Alter von 54 Jahren an den Folgen der Verletzungen, die er sich am Tag zuvor beim Brand seines Hauses auf der Zeil in Frankfurt zugezogen hatte.
Er hatte 1656 in St. Goar die Pfarrerstochter Anna Emmerich geheiratet, die ihm folgende Kinder gebar: Philipp Peter (* 1657), der später unter dem Namen Rosa da Tivoli als Tiermaler Bekanntheit erlangte, Maria Ester (* 1662), Johann Melchior (* 1663), Johanna Ester (* 1666), Susanna Barbara (* 1668), Franz Peter (* 1672) und Peter (1675). Philipp Peter Roos und Johann Melchior Roos, sowie seine Urenkel Joseph Roos und Friedrich Müller waren bekannte Maler ihrer Zeit.
Johann Heinrich Roos war der Bruder des Malers Theodor Roos.

## Werk

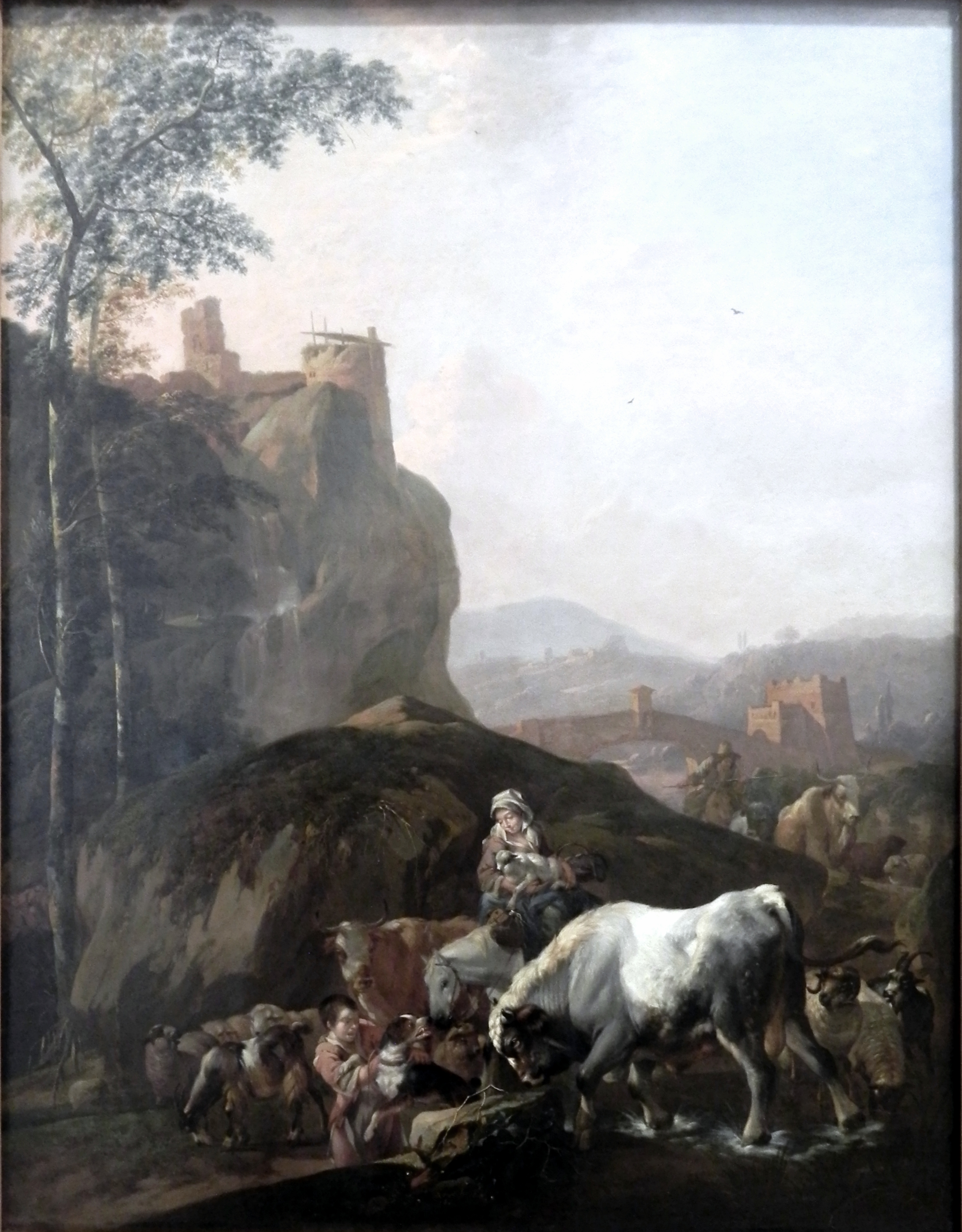
Landschaft in Morgenstimmung (1669)

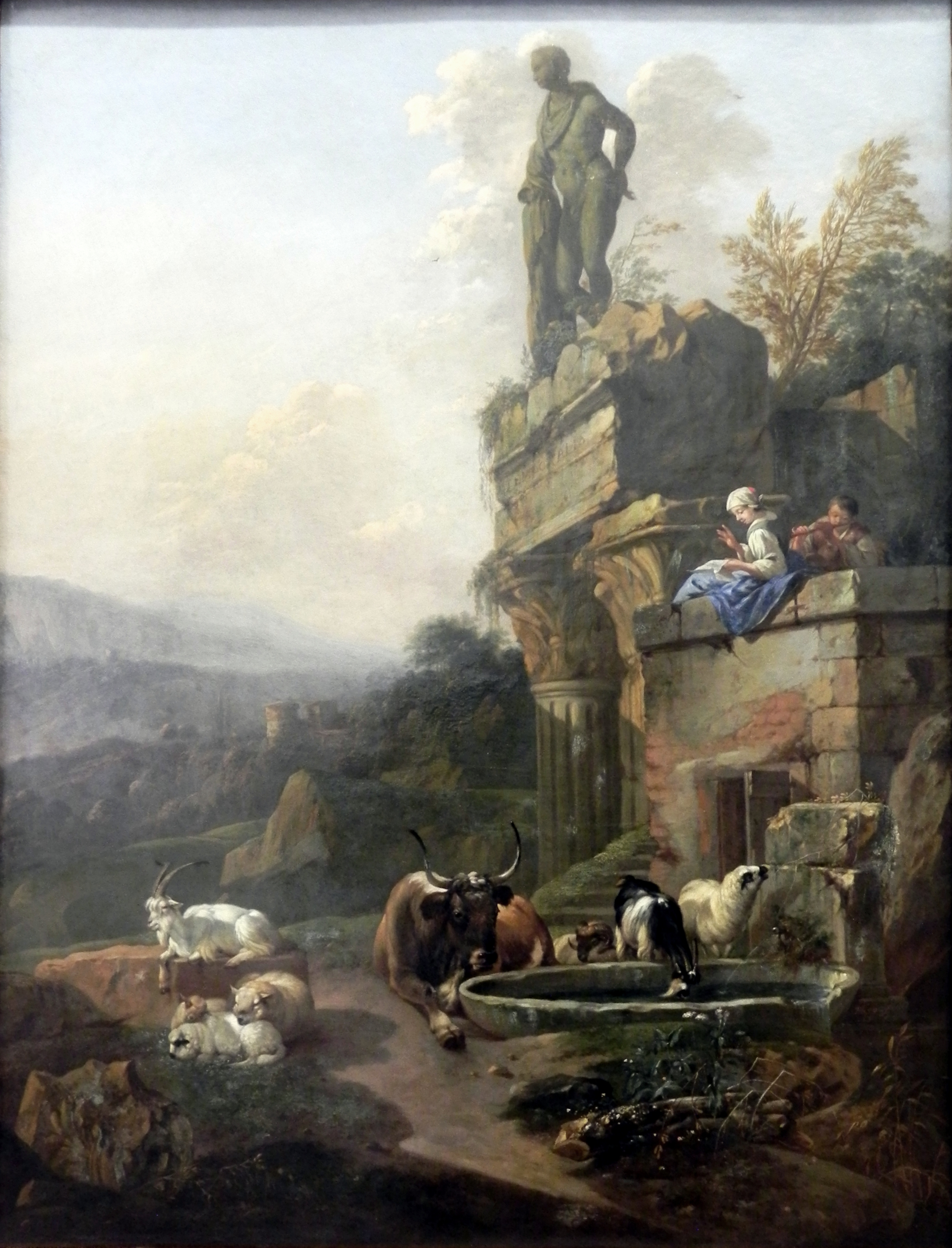
Landschaft mit Tempelruine in Abendstimmung (1669)

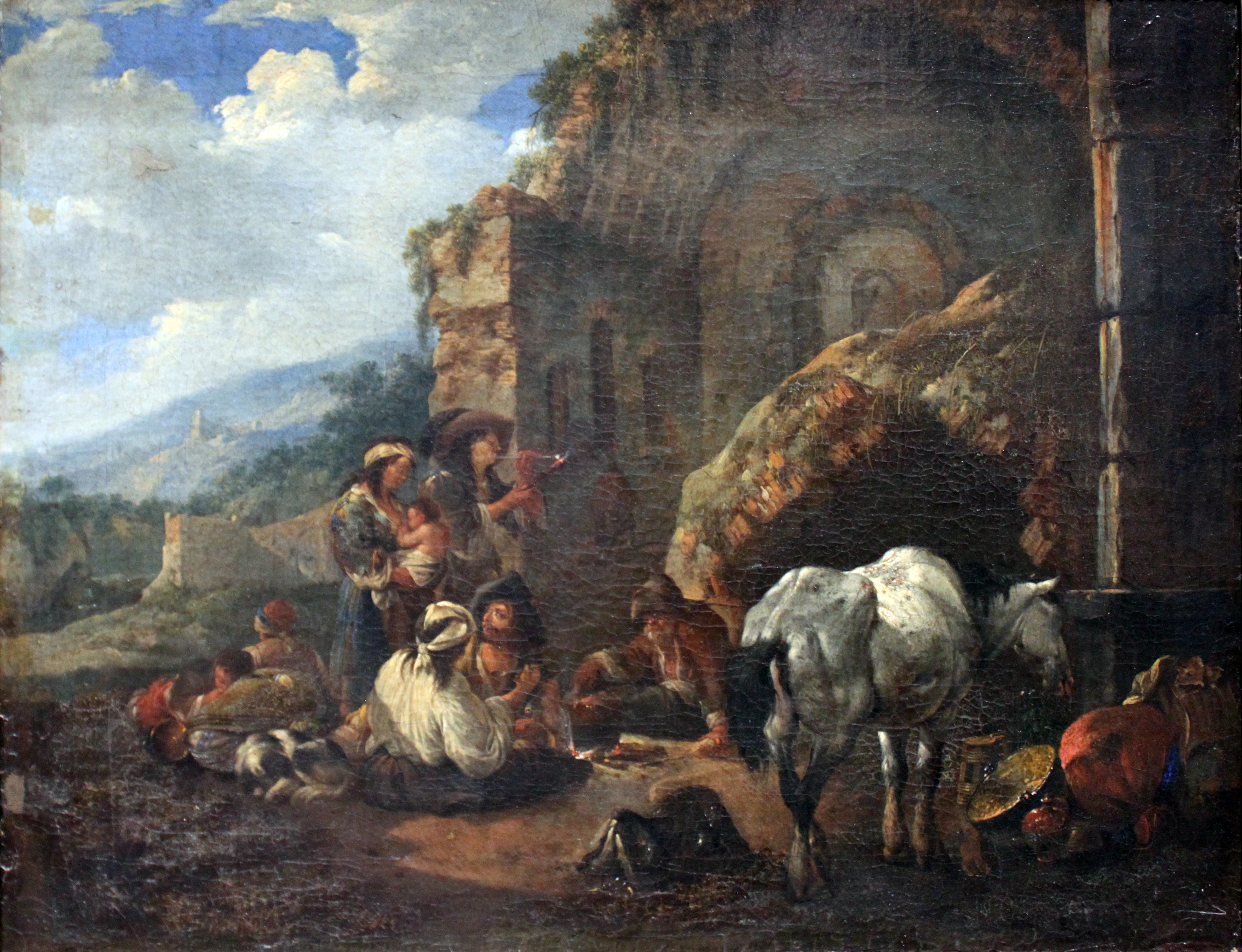
Zigeunerlager in einer römischen Ruine, 1671, Städelsches Kunstinstitut

Johann Heinrich Roos schulte sich spätestens seit seiner Lehre in Amsterdam regelmäßig vor der Natur. Seine zahlreichen Skizzenbücher sind gefüllt mit Zeichnungen von Landschaften und immer wieder von Weidevieh und Hirtenszenen. Hauptsächlich am Beginn seiner künstlerischen Laufbahn beschäftigte sich Johann Heinrich Roos mit religiösen Themen. Bei seinen Zeitgenossen wie Joachim von Sandrart und Henrich Sebastian Hüsgen wurde jedoch seine Meisterschaft für seine einfühlsamen Porträts und vor allem für seine Landschaften mit ausgezeichneten Tierdarstellungen hervorgehoben. Roos gilt als einer der bedeutendsten deutschen Tiermaler des ausgehenden 17. Jahrhunderts. Stilistisch setzte er den niederländischen Realismus in Deutschland fort. Auffällig ist seine Darstellung von Tierkörpern, die er häufig in eher ungewöhnlichen Stellungen wie Rückenansichten festhielt. In der Regel folgte er mit einem diagonalen Bildaufbau fast immer demselben Kompositionsprinzip und füllt es abwechslungsreich mit Variationen von Tier- und Landschaftsdarstellungen. Die architektonischen Elemente seiner Landschaften entnahm er eigenen Skizzen unter anderem des Rheintals und Heidelberg und Stichen von antiken Ruinen, die damals zur Grundausstattung einer Malerwerkstatt gehörten.
Seit 1660 setzte Roos seine zeichnerischen Fähigkeiten auch in der Radierung um. Von ihm sind 39 Blätter bekannt. Sie bilden meist Serien, die zwischen 1660 und 1671 entstanden sind.
Eine Auswahl an Museen, die Werke von Johann Heinrich Roos besitzen:
Kunsthistorisches Museum Wien, Gemäldegalerie Berlin, Alte Pinakothek München, Staatliche Kunstsammlungen Dresden (Galerie Alter Meister), Städelsches Kunstinstitut Frankfurt, Museum Pfalzgalerie Kaiserslautern, Niedersächsisches Landesmuseum, Hannover und LWL-Landesmuseum für Kunst und Kulturgeschichte in Münster.

## Auktionen
- 1825 in Nürnberg: Eine Ziege mit ihren Jungen liegt bey einem Gemäuer, neben ihr steht ein Bock. (in einem Stammbuch gezeichnet)[2]